# Tabanus flocculus
Tabanus flocculus är en tvåvingeart som beskrevs av Joseph Charles Bequaert 1940. Tabanus flocculus ingår i släktet Tabanus och familjen bromsar. Inga underarter finns listade i Catalogue of Life.